# 杨琴 (1969年)
杨琴（1969年—），宁夏西吉人，回族，中华人民共和国政治人物、第十二届全国人民代表大会新疆地区代表。
毕业于中央农业广播电视学校会计专业，担任包家店镇黑梁湾村妇女代表组长。2013年，担任全国人大代表。